# Gottlieb Kenngott

Gottlieb Kenngott

Georg Gottlieb Kenngott (* 18. November 1862 in Kirchheim unter Teck; † 10. November 1945 in Esslingen am Neckar) war ein deutscher Politiker der SPD.

## Leben und Beruf
Nach dem Besuch der Volksschule in Kirchheim unter Teck absolvierte Kenngott, der evangelischen Glaubens war, von 1876 bis 1878 eine Lehre als Weißgerber. Nach Wanderschaft und zweijährigem Militärdienst ließ er sich 1893 in Esslingen nieder. Dort leitete er von 1894 bis 1906 den regionalen Lederarbeiterverband, bis 1910 auch deren örtliche Verwaltungsstelle. Von 1895 bis 1900 war er Vorsitzender der Vereinigten Gewerkschaften in Esslingen. 1900 wurde er Magazinverwalter des Konsum- und Sparvereins, ehe er von 1908 bis 1919 das neugeschaffene Arbeitersekretariat der Vereinigten Gewerkschaften leitete. Bereits 1904 war er Vorstand der Ortskrankenkasse, später der Bezirkskrankenkasse, wiederum von 1919 bis zu seinem Ruhestand 1927 Beamter der Allgemeinen Ortskrankenkasse und im Anschluss bis 1933 ihr erster Vorsitzender. Im September 1927 wurde er zum stellvertretenden Stadtvorstand Esslingens gewählt. Kenngott war Mitglied der Vorstände der Landesversicherungsanstalt Württemberg und des Württembergischen Krankenkassenverbands.

## Politik
Ab 1894 war Kenngott Vorsitzender des sozialdemokratischen Agitationskomitees für den 5. Reichstagswahlkreis in Württemberg (Esslingen, Nürtingen, Kirchheim, Urach) und von 1905 bis 1919 Vorsitzender der Kreisorganisation der SPD.  Spätestens 1902 bis 1905, zuletzt 1910 führte er den Esslinger SPD-Ortsverein. Von 1907 bis 1919 war Kenngott Mitglied des Gemeinderats in Esslingen, erneut nach seinem Ruhestand und als Fraktionsvorstand der SPD bis zum Verbot der SPD-Fraktion am 23. Juni 1933.
Ab 1917 war er Mitglied des Bezirksrats des Oberamts Esslingen. 1908 wurde Kenngott in einer Ersatzwahl für den ausgeschiedenen Gustav Seeger in den württembergischen Landtag gewählt. Er gehörte der Zweiten Kammer des Landtages bis 1918 an.
1919 und 1920 war er Mitglied der Weimarer Nationalversammlung. Eine zweite Reichstagskandidatur für die Wahlperiode 1920 bis 1924  blieb erfolglos.

## Familie
Kenngott war der Sohn des Weißgerbermeisters Ernst Christian Kenngott (1813–1866) und der Rosine Sibylle Kenngott geb. Auch (1824–1909), er hatte zwölf Geschwister. 1889 heiratete er Luise Karoline Rurck (?) (1865–1948), mit ihr hatte er ein Kind.